# كنال بلوس الرياضية
كنال + سبورت هي قناة تلفزيونية فرنسية رياضية مدفوعة وهي جزء من قنوات كنال+

## تاريخ
تم إطلاق كنال + فيرت في 31 أغسطس 1998 ، على القمر الصناعي والكابل كقناة تلفزيونية عبر الساتل.
كجزء من باقة كنال+ ، غيرت القناة اسمها في 1 نوفمبر 2003 إلى كنال+سبورت.
في 20 أبريل 2005 ، تقدمت كنال+ سبورت إلى المجلس السمعي البصري الفرنسي للحصول على تردد على بث أرضي . بعد أن تم اختيار التطبيق ، خصصت وكالة الفضاء الكندية ترددًا على تعدد الإرسال أر3 دفع المستحقات الشهرية الصادر في وقت مبكر من 21 نوفمبر 2005.
منذ 8 يونيو 2010 ، بدأت القناة ببث برامجها بدقة عالية .

## التغطية الرياضية

### اتحاد كرة القدم
- الدوري الفرنسي 1
- الدوري الفرنسي 2
- البطل الوطني
- الدوري الانجليزي الممتاز
- قسم 1 فيمينين
- دوري أبطال أوروبا
- إلدوري الهولندي
- الدوري الأسترالي (فقط في أفريقيا)
- كوبا ليبرتادوريس

### رياضة السيارات
- فورمولا إي
- سلسلة IndyCar
- سباق الجائزة الكبرى للدراجات النارية (موتو جي بي)
- الفورمولا واحد
- بطولة العالم للراليات (WRC)

### كرة القدم الامريكية
- أعلى 14
- سوبر رجبي
- بطولة الرجبي
- سانزار
- سلسلة سباعيات الرجبي العالمية

### الرياضات المائية
- بطولة العالم للرياضات المائية

### ألعاب القوى
- الدوري الماسي

### كرة سلة
- كأس العالم لكرة السلة
- بطولة أمم أوروبا لكرة السلة
- بطولة أمم أوروبا لكرة السلة للسيدات
- الرابطة الوطنية لكرة السلة (NBA)

### ملاكمة
- أبطال الملاكمة الممتازون

### سالينج
- SailGP

### الهوكى الجليدى
- دوري الهوكي الوطني (NHL)
- بطولة العالم لهوكي الجليد (2021-2025)
- دوري هوكي الأبطال

### الجولف
- كأس رايدر
- البطولة المفتوحة
- بطولة الولايات المتحدة المفتوحة
- بطولة الماجستير
- بطولة PGA
- جولة PGA
- جولة PGA الأوروبية
- بطولة العالم للجولف

## أنظر أيضا
- كنال +
- كنال+ سيريز
- كنال+ فاميلي
- كنال+ سينما
- كنال+ ديكالي

## روابط خارجية
- الموقع الرسمي